# Шмелёв, Михаил Михайлович
Михаил Михайлович Шмелёв (13 ноября 1898, Саратов, Саратовская губерния, Российская империя — 9 ноября 1982, Москва, СССР) — советский историк, краевед, москвовед, подмосквовед и преподаватель. Мастер спорта СССР по туризму (1955). Отличник физической культуры (1955). Представлял общество «Буревестник».

## Биография
Родился 13 ноября 1898 года в Саратове в семье почтового служащего.
Учился в ССУЗах Саратова и Вольска.
Во Владимире в 1916 году окончил реальное училище. В том же году переехал в Москву и поступил на историческое отделение историко-филологического факультета МГУ, который он окончил в 1922 году совместно с магистратурой.
Был участником Первой мировой войны и участвовал в боях в Москве в октябре 1917 года.
Учёбу в МГУ совмещал с работой в различных советских учреждениях Москвы. Одного диплома ему показалось мало, и тогда он поступил на биологический факультет МГУ и также успешно окончил его. Занимался в кружке при Первой студии МХАТ.
С 1920-х по 1930-х годы работал преподавателем в московских школах № 49, 174, 175, 587 и 588.
В годы ВОВ был мобилизован в армию и отправлен на фронт, где он воевал в составе дивизии народного ополчения Фрунзенского района Москвы, затем служил в войсках связи.
В послевоенные годы вновь занялся преподавательской деятельностью, работая в московских школах № 313 и 425.
Благодаря его стараниям и стараниями учеников московской школы № 425 был создан историко-краеведческий музей (ныне — Выставочный зал-музей Измайлово).
Скончался 9 ноября 1982 года в Москве, немного не дожив до своего 84-летия. Похоронен на 22-м участке Введенского кладбища (могила № 1330).